# دين بن نجم (غرب كارون)
دين بن نجم (بالفارسية: دیما بن‌نجم) هي منطقة سكنية تقع في إيران في قسم غرب كارون الريفي. يقدر عدد سكانها بـ 738 نسمة .